# Senki (film, 2021)
A Senki (eredeti cím: Nobody) 2021-ben bemutatott amerikai akciófilm-thriller, melyet Derek Kolstad forgatókönyvéből Ilya Naishuller rendezett. A producerek közt található David Leitch és a film főszereplője, Bob Odenkirk. Egyéb szerepekben Connie Nielsen, Christopher Lloyd, RZA, Alekszej Szerebrjakov és Michael Ironside láthatók.
Az Amerikai Egyesült Államokban eredetileg 2020. augusztus 14-én, Magyarországon 2020. augusztus 13-án mutatták volna be, de a koronavírus-járvány miatt elhalasztották. A filmet végül Amerikában 2021. február 19-én a Universal Pictures, míg Magyarországon a UIP-Dunafilm forgalmazásban, július 1-én mutatták be a mozikban.
A film sikert aratott a mozikban és a kritikusok méltatták Odenkirk alakítását.
A történet főhőse egy átlagos családapa, aki – miután megvéd egy idegen lányt a buszon egy csapatnyi zaklatótól – egy befolyásos orosz maffiafőnök célpontjává válik.
4 évvel az első rész után. 2025 augusztusában bemutatják a film folytatását.

## Cselekmény
Hutch Mansell látszólag hétköznapi ember: feleségével, Beccával két gyermeküket nevelik. Hutch-nak unalmas irodai munkája van apósa, Eddie fémmegmunkáló üzemében. A hétköznapi rutin gépiessé teszi az életét, évek óta minden intimitás és szenvedély hiányzik házasságából. Kamaszodó fia, Blake semmi tiszteletet nem mutat apja iránt. Egyedül kislánya, Sammy ragaszkodik apjához.
Egyik éjjel fegyveres pár tör be a Mansell család házába. Hutch felébred, és lemegy megnézni, mi történt és magához vesz egy golfütőt. A símaszkos fiatalok  pénzt követelnek tőle, de csak az asztalon lévő tálban lévő aprópénzt tudja odaadni, mert mindenhol bankkártyával fizet. Hutch odaadja nekik az óráját is, bár annak is csak érzelmi értéke van, de közben Blake megtámadja ez egyik betörőt és fojtó fogást alkalmaz rajta. Hutch arra utasítja a fiát, hogy engedje el a rablót. Ezután mindkét betörő elmenekül, egymás közt megjegyezve, hogy nem jó helyre törtek be.
Blake az incidens után még inkább csődtömegnek gondolja apját, amiért nem tett semmit családja védelmében – ahogyan mindenki más is elítéli Hutchot, beleértve a szomszédokat és Charlie-t, Hutch munkatársát és sógorát. Hutch egy titkos rádión keresztül felveszi a kapcsolatot mások által halottnak vélt társával, Harryvel és elmagyarázza neki, hogy a nyilvánvalóan kétségbeesett és amatőr betörők fegyvere nem is volt megtöltve, ezért nem állt ellen.
Sammy nem találja kedvenc textil karkötőjét, Hutch pedig feltételezi, hogy a rablók vihették magukkal, mivel az is a tálban volt.
Az apa vacsora közben szó nélkül faképnél hagyja családtagjait, és idősek otthonában lakó apjához, Harryhez megy és kölcsönveszi annak lejárt FBI-os igazolványát és fegyverét. A betörőket lenyomozza egyikük tetoválása alapján, behatol az otthonukba (ahol egymás között spanyolul beszélgetnek) és megfenyegeti őket, erre visszaadják az óráját, de felfedezi, hogy újszülött gyermekük gyógyszerére akartak pénzt szerezni, ekkor otthagyja nekik az elrabolt pénzt.
Hazafelé a buszon egy csapat huligánnal sodorja össze a sors, akik a busz utasait, főként egy fiatal lányt zaklatnak. Hutch a késekkel felszerelt banda brutális összeverésével vezeti le frusztrációját, súlyos sérüléseket okozva a fiatal férfiaknak, bár közben őt is megszúrják. Egyikük életét szakszerű beavatkozással megmenti, hogy ne fulladjon meg.  Hazaérve elmondja feleségének, hogy ideje lenne feléleszteni a kihűlt szenvedélyt a házasságukban és fia hősies viselkedését is elismeri.
Harry egy csupán „Borbély” néven ismert férfihoz megy, aki információkat ad Hutchnak egyik buszos áldozatáról: ő nem más, mint Julian Kuznyecov, egy befolyásos és pszichopata orosz maffiózó öccse.
Bár a maffiafőnök megveti testvérét, kötelességének érzi bosszút állni és legfőbb emberének, Pavelnek a vezetésével fegyveres támadást rendel el Hutch otthona ellen. Hutch észreveszi a közeledő autókat, és a ház pincéjébe küldi szeretteit és a támadók többségével végez, de Pavel egy sokkolóval elkábítja és elrabolja.
Az autó csomagtartójába zárt Hutch kiszabadítja megbilincselt kezét és a csomagtartóban lévő poroltó tartalmát az utastérbe fújja, mire az autó felborul és az elrablói meghalnak, köztük Pavel is. Hazatérve feleségét és gyermekeit biztonságos helyre küldi, majd a holttestek eltüntetése céljából felgyújtja a házat.
Kiderül, hogy Hutch a múltban „revizor” volt: hírszerző ügynökségek megbízásából profi bérgyilkosként végzett a kormány számára kellemetlenné váló, de érinthetetlennek és/vagy letartóztathatatlannak vélt emberekkel. Miután elengedte az egyik célszemélyt, mert az őszinte megbánást mutatott, egy évvel később látta, hogy az illető boldog családapa lett. Hutch ekkor a visszavonulás és a nyugodt, hétköznapi élet mellett döntött, felettesei tiltakozása ellenére. Ezután mindent elkövetett múltja elfelejtése érdekében.
Hutch aranyrudakkal megvásárolja Eddie-től az üzemet, felgyújtja Julian értékes műkincsgyűjteményét és a rábízott, nagy mennyiségű pénzt, majd ultimátumot ad neki: folytathatja a bosszúhadjáratot Hutch ellen vagy maradék vagyonával békében visszavonulhat. Julian dühödten összehívja minden emberét és Hutch után küldi őket, aki a gyárába menekül.
Itt David és Harry segítségével fegyverarzenállal és előre elkészített, halálos csapdákkal mészárolja le az orosz gengsztereket. Julian életben marad és megsebesíti Harryt. Hutch egy golyóálló páncélra erősített szárazföldi aknával végez a maffiavezérrel. David és Harry elmenekül a rendőrök kiérkezése előtt, de Hutch hagyja letartóztatni magát. Azonban egy rejtélyes telefonhívást követően hamar kiengedik és nem emelnek ellene vádat.
Három hónappal később Hutch és Becca új házat tervez vásárolni valahol Olaszországban, ahol valamikor megismerkedtek. Hutch az ingatlanos telefonján hívást kap, melyből nem hallatszik ki semmi, de a titkosszolgálat bizonyára még mindig igényt tart a szolgálataira.
A stáblista alatti jelenetben Harry és David ismeretlen helyszín felé tart egy fegyverekkel megrakott lakókocsival.

## Szereplők
| Szereplő             | Színész               | Magyar hang         |
| -------------------- | --------------------- | ------------------- |
| Hutch Mansell        | Bob Odenkirk          | Mihályfi Balázs     |
| Julian Kuznyecov     | Alekszej Szerebrjakov | Hirtling István     |
| Becca Mansell        | Connie Nielsen        | Kisfalvi Krisztina  |
| David Mansell        | Christopher Lloyd     | Harsányi Gábor      |
| Eddie Williams       | Michael Ironside      | Törköly Levente     |
| A Borbély            | Colin Salmon          | Bognár Tamás        |
| Harry Mansell        | RZA                   | Gémes Antos         |
| Charlie Williams     | Billy MacLellan       | György Rózsa Sándor |
| Pavel                | Araya Mengesha        | Jéger Zsombor       |
| Brady Mansell        | Gage Munroe           | Bauer Gergő         |
| Sammy Mansell        | Paisley Cadorath      | Bak Julianna        |
| Teddy Kuznyecov      | Aleksandr Pal         | Hajdu Tibor         |
| Lupita Martin        | Humberly González     | Kókai Tünde         |
| Luis Martin          | Edsson Morales        | Kisfalusi Lehel     |
| Joey                 | Adrian McLean         | Vári Attila         |
| Donna, a buszsofőr   | Joanne Rodriguez      | Tóth Szilvia Andrea |
| Ingatlanos           | Stephanie Sy          | Szabó Emília        |
| Beta                 | Dasha Naishuller      | Sipos Eszter Anna   |
| Jim, a szomszéd      | Paul Essiembre        | Dévai Balázs        |
| Veterán              | Stephen McIntyre      | Kőrösi András       |
| Rosszfiú a buszon 1# | Daniel Bernhardt      | Pál András          |
| Rosszfiú a buszon 2# | Alain Moussi          | nem beszél          |

A filmben szereplő Vári Attilának ez volt az utolsó szinkronszereplése a 2021-ben bekövetkezett halála előtt.

## A film készítése
2018 januárjában jelentették be, hogy Bob Odenkirk lesz a főszereplő, Ilya Naishuller pedig Derek Kolstad forgatókönyvéből rendezi a filmet. Odenkirk mellett David Leitch is a film producere lett. Kolstad vezető producerként is közreműködött, Marc S. Fischer és Tobey Maguire mellett.  STX Entertainment a film forgalmazója. 2019 áprilisában a Universal Pictures megszerezte a filmforgalmazási jogokat az STX-től. 2019 októberében Connie Nielsen és Christopher Lloyd csatlakozott a stábhoz.
A forgatás 2019 szeptemberében kezdődött Los Angelesben.

## Fordítás
- Ez a szócikk részben vagy egészben  a   Nobody (2021 film) című angol Wikipédia-szócikk fordításán alapul.  Az eredeti cikk szerkesztőit annak laptörténete sorolja fel. Ez a jelzés csupán a megfogalmazás eredetét és a szerzői jogokat jelzi, nem szolgál a cikkben szereplő információk forrásmegjelöléseként.